# 吉野口駅
吉野口駅（よしのぐちえき）は、奈良県御所市古瀬（こせ）にある、西日本旅客鉄道（JR西日本）・近畿日本鉄道（近鉄）の駅である。

## 乗り入れ路線
- 西日本旅客鉄道（JR西日本）
  - 和歌山線
- 近畿日本鉄道（近鉄）
  - 吉野線（駅番号はF48）

両社の共同使用駅で、JR西日本が管轄している。JR西日本の王寺駅と近鉄の下市口駅が共同で管理している。

## 歴史
- 1896年（明治29年）
  - 5月10日：南和鉄道（和歌山線の前身の一つ）の終着駅である葛駅（現在の葛駅とは別）として開業[1][2]。
  - 10月25日：南和鉄道が二見駅（後の川端駅）まで延伸開業し、途中駅となる[1]。
- 1903年（明治36年）5月15日：吉野口駅に改称[3]。
- 1904年（明治37年）12月9日：南和鉄道の路線を関西鉄道が承継、同社の駅となる[1]。
- 1907年（明治40年）10月1日：関西鉄道が鉄道国有法により国有化、帝国鉄道庁の駅となる[1][2]。
- 1909年（明治42年）10月12日：線路名称が制定され、和歌山線の所属となる[1]。
- 1912年（大正元年）10月25日：吉野軽便鉄道（現在の近鉄吉野線の前身）が当駅 - 吉野駅（現在の六田駅）間で開業[1]。同社と国有鉄道の共同駅となる。
- 1913年（大正2年）5月31日：吉野軽便鉄道が吉野鉄道に社名変更[1]。
- 1923年（大正12年）12月5日：吉野鉄道が橿原神宮前駅（初代）まで延伸[4]。同線においても途中駅となる。
- 1929年（昭和4年）8月1日：大阪電気軌道が吉野鉄道を合併[4]。国有鉄道と大軌（吉野線）の駅となる。
- 1941年（昭和16年）3月15日：大阪電気軌道と参宮急行電鉄が合併、関西急行鉄道が発足[4]。同社と国有鉄道の駅となる。
- 1944年（昭和19年）6月1日：戦時合併により関西急行鉄道が近畿日本鉄道に改組[4]。同社と国有鉄道の駅となる。
- 1980年（昭和55年）10月1日：貨物の取り扱いを廃止[2]。
- 1984年（昭和59年）2月1日：荷物扱い廃止[2]。
- 1987年（昭和62年）4月1日：国鉄分割民営化により、西日本旅客鉄道と近鉄の合同駅となる[1][2]。
- 1989年（平成元年）5月18日：近鉄の特急停車駅になる[5]。
- 2007年（平成19年）4月1日：近鉄吉野線でICカード「PiTaPa」の利用が可能となる[6]。
- 2018年（平成30年）
  - 3月17日：JR西日本でICカード「ICOCA」の利用が可能となる。ICカード専用簡易改札機で対応。
  - 5月31日：ホーム上の駅弁売店「柳屋」がこの日を以って閉店。

## 駅構造
単式ホーム1面1線と島式ホーム2面4線、合計3面5線のホームを持つ地上駅で、開業時からの古い木造駅舎が現在も残っている。うちJRは2面3線、近鉄は2面2線の使用となっているが、島式ホームのうち1面はJRと近鉄の共有となっている。そのため、JRと近鉄は改札内での乗換えが可能であり、更に特定の場合同一ホーム上での乗換えが可能という特異な構造となっている（後述）。駅舎は東側にあり、島式ホームとは地下道で結ばれている。列車の本数は近鉄が多く、現在停車する最長編成はJRと近鉄ともに4両である。
駅名標は近鉄線のホームも含めてJR西日本の仕様に統一されているが、近鉄線ホームのものはJRロゴがない代わりに近鉄仕様の駅番号が表記されている。
2番・3番のりばの待合室内に自販機があり、かつては駅弁を扱う売店を併設していた（駅弁に関する詳細は後述）。トイレ（水洗式）は改札外の駐輪場にある。過去には1番のりばにトイレ（汲み取り式）があったが、老朽化のため2022年3月31日をもって閉鎖され、後に解体された。
JR西日本の直営駅（王寺駅管理）で、窓口が設置されている。
近鉄の乗車券については、自動券売機での販売となる。特急券は窓口で販売されていないが、大阪阿部野橋行きのみホーム上の自動券売機で購入することができるものの、インターネットで予約した特急券の受け取り以外は直近の列車のみ発売となる。また、定期券の購入は窓口・予約販売のいずれも不可能となっている。
改札外にはJR・近鉄それぞれの自動券売機、改札内にはICチャージ機が設置されている。交通系ICカードについては近鉄側改札口にICカード用の簡易改札機が設置されている。ICカードで当駅からJR和歌山線に乗車する場合、及び、ICカードでJR和歌山線から当駅で下車する場合は乗り換え改札機にタッチしなければならない。

### のりば
| のりば | 路線         | 方向 | 行先                          |
| ------ | ------------ | ---- | ----------------------------- |
| 1      | F 近鉄吉野線 | 下り | 吉野方面                      |
| 2      | F 近鉄吉野線 | 上り | 大阪阿部野橋方面              |
| 3      | JR和歌山線   | 下り | 五条・橋本方面                |
| 4      | JR和歌山線   | 上り | 高田・王寺方面                |
| 5      | JR和歌山線   | 上下 | 五条・橋本方面 高田・王寺方面 |

付記事項
- 1番のりばのみが単式で、残りのホームは島式である。JR線の高田・王寺方面行き列車については4番のりばに発着するが、一部の列車は5番のりばに変更される。なお、1番のりばから大阪阿部野橋方面への折り返しも可能であり、5番のりばは高田方面と五条方面の両方向への入線・発車に対応している。
- 2番のりばの大阪阿部野橋方面と3番のりばの五条方面は、相互に同一ホーム上での乗換えが可能である。直通運転を行なっていないJRと大手私鉄が同一ホーム上で乗り換えられるのは、全国的に珍しい。近鉄と同様の設備が存在する駅として、柏原駅が他にある[注釈 4]。
- 近鉄吉野線は吉野鉄道によって開設された路線で、当駅で吉野杉の貨物受渡し（貨車直通）を行うために国鉄のレール幅に合わせて建設された。また、近鉄吉野線の壺阪山駅 - 下市口駅間のルートが距離の短い直線ルートではなく、西側の御所市にある当駅を一旦経由するルートになっているのは、そのような事情もあったからである。和歌山線で貨物輸送が行われていた時には片町線徳庵駅にある近畿車輛で製造された近鉄車両（主に南大阪線用の狭軌車両）を当駅まで甲種輸送を行い、この駅で近鉄へ引き渡されて、古市工場まで搬入したことがある。なお、1982年10月の工場移転（古市工場→五位堂検修車庫）により以降は陸送に変更されたため、近鉄への甲種輸送は廃止された。

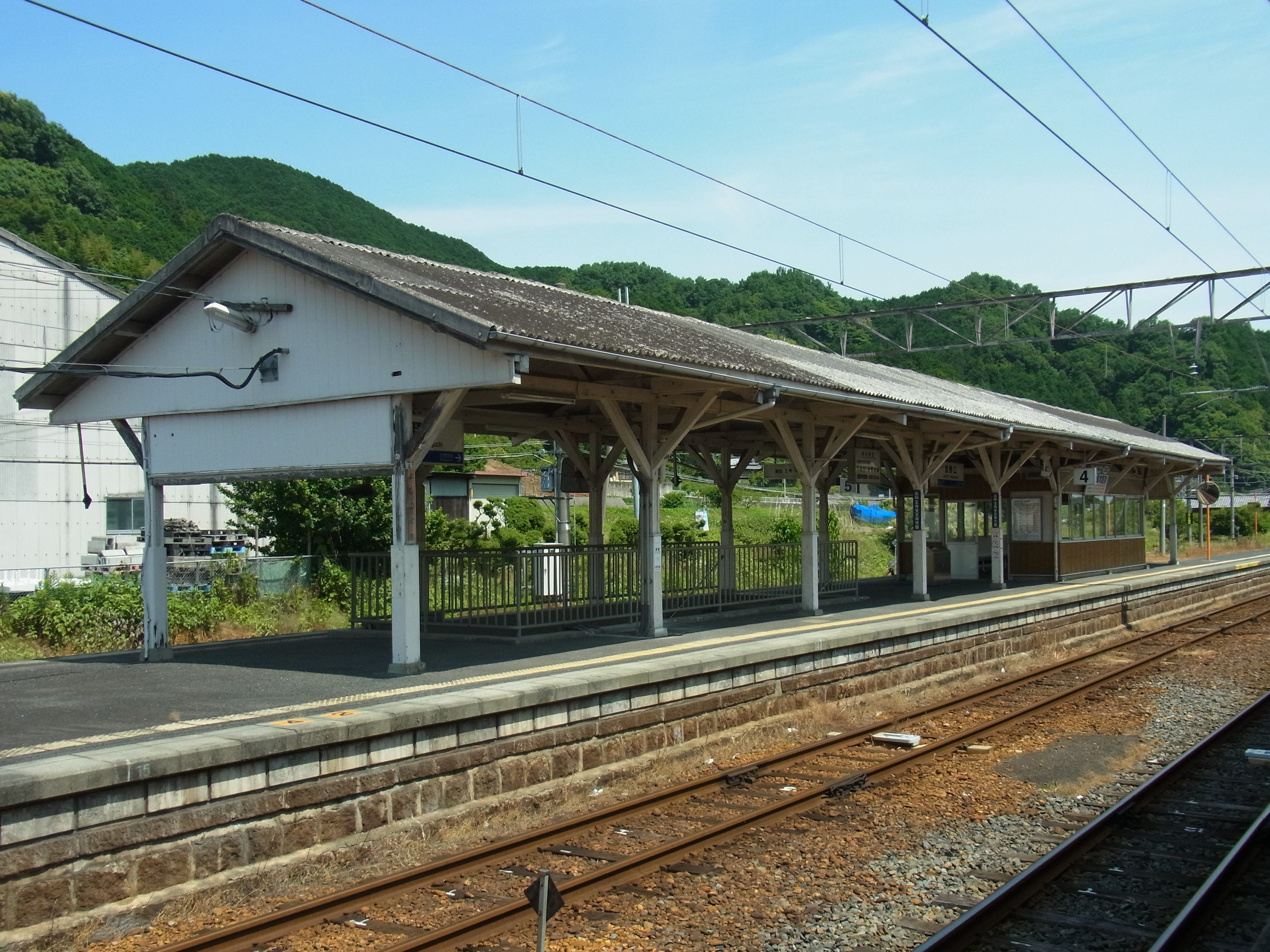
ホーム（2012年6月）
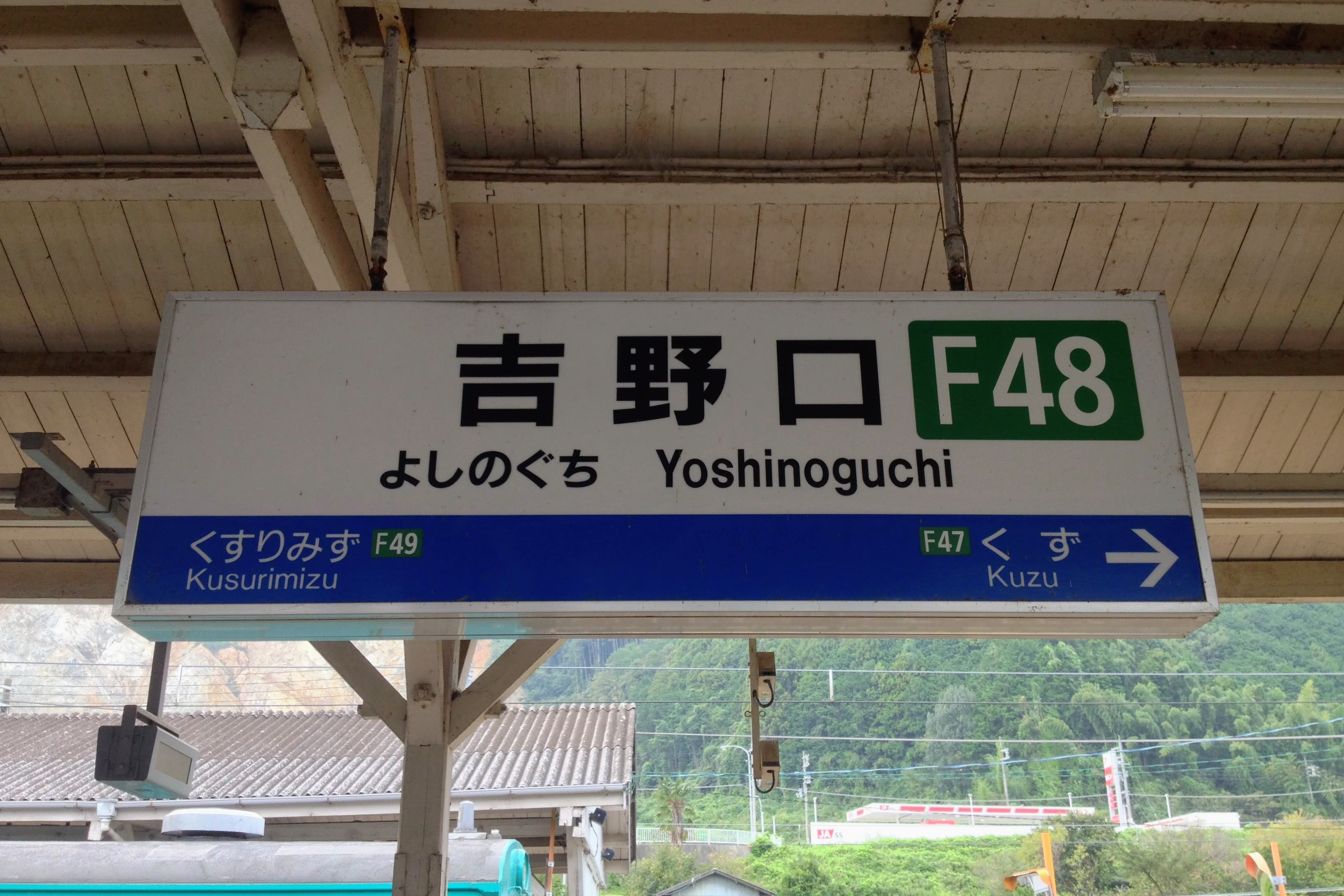
JR西日本仕様の近鉄駅名標（駅ナンバリング入り）

## 停車列車
和歌山線
- 大和路線直通の快速を含む全列車が停車する。

近鉄吉野線
- 特急列車を含む全定期旅客列車が停車する[8]。
- 橿原神宮前駅 - 当駅間の区間運転列車が設定されており、夕方に当駅終着が平日2本と土休日1本、早朝と平日夕方に当駅始発が各1本設定されている[8]。
- 近鉄吉野線においては両隣の駅がどちらも棒線駅のため、当駅での列車交換が頻繁に行われている[8]。

## 駅弁
長らく「みどりの窓口はないが、駅弁は販売している」という、珍しい形態の駅であった。なお、当駅は2018年時点では奈良県内のJR線において唯一の駅弁販売駅であったが、売店は同年5月に閉店した後、売店そのものが完全に撤去されたため、駅構内で駅弁を購入することはできなくなった。ちなみに、駅弁業者だった「柳屋」は駅近くの本社で引き続き営業し、2021年4月28日にリニューアルオープンした。しかし、 同年5月18日付で奈良地裁葛城支部において特別清算開始命令を受けたため、一般社団法人日本鉄道構内営業中央会（駅弁業者の業界団体）を退会した。
なお、2018年の閉店時点で販売されていた駅弁は下記の通りである。
- きぬ巻時雨寿司
- 鮎ずし
- 柿の葉寿し
- 柿の葉寿しミックス

## 利用状況
JR西日本
JR西日本の移動等円滑化取組報告書によれば、2023年度の1日平均乗降人員は1,000人。「奈良県統計年鑑」によると、1日の平均乗車人員は以下の通りである。
| 年度   | 1日平均 乗車人員 |
| ------ | ---------------- |
| 2005年 | 862              |
| 2006年 | 860              |
| 2007年 | 752              |
| 2008年 | 722              |
| 2009年 | 636              |
| 2010年 | 623              |
| 2011年 | 590              |
| 2012年 | 583              |
| 2013年 | 578              |
| 2014年 | 570              |
| 2015年 | 587              |
| 2016年 | 610              |
| 2017年 | 607              |
| 2018年 | 605              |
| 2019年 | 587              |
| 2020年 | 457              |

近畿日本鉄道
近年における当駅の1日乗降人員の調査結果は以下の通り。
- 2023年11月7日：1,017人
- 2022年11月8日：984人
- 2021年11月9日：897人
- 2018年11月13日：1,327人
- 2015年11月10日：1,357人
- 2012年11月13日：1,483人
- 2010年11月9日：1,628人
- 2008年11月18日：1,707人
- 2005年11月8日：2,187人

吉野口駅（近鉄）の利用状況の変遷は下表の通り。
- 輸送実績（乗車人員）の単位は人であり、年度での総計値を示す。年度間の比較に適したデータである。
- 乗降人員調査結果は任意の1日における値（単位：人）である。調査日の天候・行事等の要因によって変動が大きいので年度間の比較には注意を要する。
  - 表中、最高値を赤色で、最高値を記録した年度以降の最低値を青色で、最高値を記録した年度以前の最低値を緑色で表記している。

| 年度別利用状況（近鉄吉野口駅） | 年度別利用状況（近鉄吉野口駅）       | 年度別利用状況（近鉄吉野口駅）       | 年度別利用状況（近鉄吉野口駅）       | 年度別利用状況（近鉄吉野口駅）       | 年度別利用状況（近鉄吉野口駅） | 年度別利用状況（近鉄吉野口駅） | 年度別利用状況（近鉄吉野口駅） |
| 年度                           | 当駅分輸送実績（乗車人員）：人／年度 | 当駅分輸送実績（乗車人員）：人／年度 | 当駅分輸送実績（乗車人員）：人／年度 | 当駅分輸送実績（乗車人員）：人／年度 | 乗降人員調査結果 人／日        | 乗降人員調査結果 人／日        | 特記事項                       |
| ------------------------------ | ------------------------------------ | ------------------------------------ | ------------------------------------ | ------------------------------------ | ------------------------------ | ------------------------------ | ------------------------------ |
| 年度                           | 通勤定期                             | 通学定期                             | 定期外                               | 合 計                                | 調査日                         | 調査結果                       | 特記事項                       |
| 1982年（昭和57年）             |                                      | ←←←←                                 |                                      |                                      | 11月16日                       | 2,695                          |                                |
| 1983年（昭和58年）             |                                      | ←←←←                                 |                                      |                                      | 11月8日                        | 2,441                          |                                |
| 1984年（昭和59年）             |                                      | ←←←←                                 |                                      |                                      | 11月6日                        | 2,680                          |                                |
| 1985年（昭和60年）             |                                      | ←←←←                                 |                                      |                                      | 11月12日                       | 2,485                          |                                |
| 1986年（昭和61年）             |                                      | ←←←←                                 |                                      |                                      | 11月11日                       | 2,605                          |                                |
| 1987年（昭和62年）             |                                      | ←←←←                                 |                                      |                                      | 11月10日                       | 2,599                          |                                |
| 1988年（昭和63年）             |                                      | ←←←←                                 |                                      |                                      | 11月8日                        | 2,376                          |                                |
| 1989年（平成元年）             |                                      | ←←←←                                 |                                      |                                      | 11月14日                       | 2,534                          |                                |
| 1990年（平成2年）              |                                      | ←←←←                                 |                                      |                                      | 11月6日                        | 2,473                          |                                |
| 1991年（平成3年）              |                                      | ←←←←                                 |                                      |                                      |                                |                                |                                |
| 1992年（平成4年）              |                                      | ←←←←                                 |                                      |                                      | 11月10日                       | 2,659                          |                                |
| 1993年（平成5年）              |                                      | ←←←←                                 |                                      |                                      |                                |                                |                                |
| 1994年（平成6年）              |                                      | ←←←←                                 |                                      |                                      |                                |                                |                                |
| 1995年（平成7年）              |                                      | ←←←←                                 |                                      |                                      | 12月5日                        | 2,588                          |                                |
| 1996年（平成8年）              |                                      | ←←←←                                 |                                      |                                      |                                |                                |                                |
| 1997年（平成9年）              |                                      | ←←←←                                 |                                      |                                      |                                |                                |                                |
| 1998年（平成10年）             |                                      | ←←←←                                 |                                      |                                      |                                |                                |                                |
| 1999年（平成11年）             |                                      | ←←←←                                 |                                      |                                      |                                |                                |                                |
| 2000年（平成12年）             |                                      | ←←←←                                 |                                      |                                      |                                |                                |                                |
| 2001年（平成13年）             |                                      | ←←←←                                 |                                      |                                      |                                |                                |                                |
| 2002年（平成14年）             |                                      | ←←←←                                 |                                      |                                      |                                |                                |                                |
| 2003年（平成15年）             |                                      | ←←←←                                 |                                      |                                      |                                |                                |                                |
| 2004年（平成16年）             |                                      | ←←←←                                 |                                      |                                      |                                |                                |                                |
| 2005年（平成17年）             | 335,640                              | ←←←←                                 | 60,549                               | 396,189                              | 11月8日                        | 2,187                          |                                |
| 2006年（平成18年）             | 337,290                              | ←←←←                                 | 52,933                               | 390,223                              |                                |                                |                                |
| 2007年（平成19年）             | 293,940                              | ←←←←                                 | 54,388                               | 348,328                              |                                |                                |                                |
| 2008年（平成20年）             | 267,420                              | ←←←←                                 | 53,821                               | 321,241                              | 11月18日                       | 1,707                          |                                |
| 2009年（平成21年）             | 235,620                              | ←←←←                                 | 48,478                               | 284,098                              |                                |                                |                                |
| 2010年（平成22年）             | 146,340                              | ←←←←                                 | 21,679                               | 168,019                              | 11月9日                        | 1,628                          |                                |
| 2011年（平成23年）             | 190,686                              | ←←←←                                 | 25,254                               | 215,940                              |                                |                                |                                |
| 2012年（平成24年）             | 190,620                              | ←←←←                                 | 46,095                               | 236,715                              | 11月13日                       | 1,483                          |                                |
| 2013年（平成25年）             | 198,960                              | ←←←←                                 | 47,209                               | 246,169                              |                                |                                |                                |
| 2014年（平成26年）             | 192,840                              | ←←←←                                 | 60,803                               | 253,643                              |                                |                                |                                |
| 2015年（平成27年）             | 193,440                              | ←←←←                                 | 104,190                              | 297,630                              | 11月10日                       | 1,357                          |                                |
| 2016年（平成28年）             | 205,260                              | ←←←←                                 | 101,844                              | 307,104                              |                                |                                |                                |
| 2017年（平成29年）             | 195,270                              | ←←←←                                 | 98,114                               | 293,384                              |                                |                                |                                |
| 2018年（平成30年）             | 182,790                              | ←←←←                                 | 93,357                               | 276,147                              | 11月13日                       | 1,327                          |                                |
| 2019年（令和元年）             | 170,280                              | ←←←←                                 | 91,063                               | 261,343                              |                                |                                |                                |
| 2020年（令和2年）              |                                      | ←←←←                                 |                                      |                                      |                                |                                |                                |
| 2021年（令和3年）              |                                      | ←←←←                                 |                                      |                                      | 11月9日                        | 879                            |                                |
| 2022年（平成4年）              |                                      | ←←←←                                 |                                      |                                      | 11月8日                        | 984                            |                                |
| 2023年（平成5年）              |                                      | ←←←←                                 |                                      |                                      | 11月7日                        | 1,017                          |                                |

## 駅周辺
山間部に位置する。駅前を奈良県道215号線が通り、吉野口橋（※曽我川に架かる橋の1つ）を渡ると奈良県道120号線との交差点（Ｔ字路）に至る。駅付近には民家が多く建ち、商店が点在する。かつて当駅で駅弁販売を行っていた「柳屋」の本社はこちら側にあり、近くには教育機関や製薬会社の工場もあるが、製薬会社の工場は駅から少し離れた所にある。
駅裏側は田畑が目立つが、駅から少し離れた所を国道309号が通る。この国道沿いにはガソリンスタンドや採石場がある。
- 御所吉野口郵便局
- 御所市立葛小中学校
- 山本商事 京奈和砕石場
- 日本医薬品製造 本社
- 大倉姫神社
- 奈良県農業協同組合（JAならけん）御所葛支店
- 国道309号
- 奈良県道120号五條高取線
- 奈良県道215号古瀬小殿線
- 曽我川

### バス路線
- 御所市コミュニティバス
- 大淀町よどりタクシー（乗合型デマンド交通、登録済みの大淀町住民が対象）

## 隣の駅
西日本旅客鉄道（JR西日本）
 和歌山線
■快速（大和路線直通）・■普通
掖上駅 - 吉野口駅 - 北宇智駅
近畿日本鉄道
F 吉野線
- □特急停車駅

■急行・■準急・■普通
葛駅 (F47) - 吉野口駅 (F48) - 薬水駅 (F49)
- 括弧内は駅番号を示す。